# Lê Sĩ Ngạc
Lê Sĩ Ngạc (5 tháng 6 năm 1911 – ?), đôi lúc bị ghi sai thành Lê Sĩ Ngọc, là kỹ sư và chính khách người Việt Nam, cựu Tổng trưởng Bộ Công chánh và Giao thông Việt Nam Cộng hòa trong chính phủ Trần Văn Hương. 

## Tiểu sử

### Thân thế và học vấn
Lê Sĩ Ngạc sinh ngày 5 tháng 6 năm 1911 tại tỉnh Quảng Trị, Trung Kỳ, Liên bang Đông Dương.
Năm 1927, ông sang Pháp du học. Năm 1936, ông tốt nghiệp kỹ sư Trường Quốc gia Kiều lộ (Ecole des Ponts) ở Paris. Cuối năm 1937 trở về nước làm việc tại Khu Công chánh miền Bắc ở Sài Gòn. 

### Kháng chiến chống Pháp
Ngày 9 tháng 3 năm 1945, quân đội Nhật làm đảo chính lật đổ chính quyền thực dân Pháp. Lê Sĩ Ngạc được cử làm Trưởng Khu Công chánh miền Nam ở Cần Thơ trông coi 10 tỉnh vùng Hậu Giang. Từ khi trở về nước, ông đã bất mãn về chính sách của thực dân Pháp. Tháng 8 năm 1945, Pháp đem quân viễn chinh tới chiếm Sài Gòn, ông liền tham gia Phong trào Kháng chiến do Việt Minh lãnh đạo, lãnh nhiệm vụ phá hệ thống giao thông Sài Gòn tới miền Tây, thế nhưng do khí giới quá thiếu thốn không đủ sức để kháng cự. Cuối năm 1945, Pháp chiếm lại hầu hết miền Nam.
Đầu năm 1946, Lê Sĩ Ngạc cùng một phái đoàn miền Nam ra Bắc cầu viện. Tại đây ông được gặp Chủ tịch Hồ Chí Minh và Bộ trưởng Bộ Quốc phòng Võ Nguyên Giáp, vốn là bạn học đồng lớp ở Trường Quốc học Huế. Cuối năm đó, ông được chính phủ Việt Minh cử giữ chức Cục trưởng Cục Giao thông Công chánh thay thế Nguyễn Duy Thanh. Võ Nguyên Giáp còn muốn đem ông vào đội công binh, chưa kịp nhận lời thì được tin mừng gia đình biệt tích hơn một năm ở trong Nam mới tới Hà Nội, ông liền theo về thăm quê quán ở Quảng Trị và Huế. Tại miền Trung cũng như ở Bắc và Nam, lực lượng cộng sản đang cố tranh giành quyền lãnh đạo. Ở đây, có một phong trào quốc gia rất mạnh cùng một chí hướng, ông liền gia nhập để tiếp tục đấu tranh.

### Sự nghiệp chính trị
Đầu năm 1947, Pháp chiếm Cố đô Huế. Ông liền hợp tác với Trần Văn Lý lập Hội đồng Chấp chánh Lâm thời Trung Việt (còn gọi là Hội đồng Chấp chánh Trung Việt) hầu đối phó với tình hình chiến sự, song vì có nhiều sự bất đồng với phía Pháp nên Hội đồng này tự giải thể sau một năm hoạt động. Cuối năm 1948, ông bỏ vào Sài Gòn làm nghề thầu khoán để mưu sinh. Nhờ vậy mà ông có dịp làm quen và kết giao với Ngô Đình Diệm tại nơi đây.
Cuối năm 1955, khi ông Diệm được bầu làm Tổng thống ngỏ ý hợp tác nên Lê Sĩ Ngạc đành bỏ ngang nghề thầu khoán và nhận lời cộng tác với chính thể Việt Nam Cộng hòa mới thành lập. Ông từng chỉ trích nhiều bất cập trong cuộc bầu cử Quốc hội ngày 30 tháng 8 năm 1959, nổi bật nhất là việc chính phủ đài thọ chi phí vận động, tạo lợi thế cho các ứng cử viên thân chính quyền. Ông cũng cho rằng mức lương dân biểu quá cao so với năng lực và đóng góp thực tế của họ, khi nhiều người thiếu kiến thức và kinh nghiệm chính trị. Theo ông, Quốc hội thời kỳ này chưa thực sự vận hành như một cơ quan đại diện cho nền Cộng hòa, và phần lớn các dân biểu trung thành với chính phủ chủ yếu hưởng lợi từ đãi ngộ tài chính mà không cải thiện tình hình chung tại miền Nam Việt Nam.
Từ năm 1955 đến năm 1956, ông đứng ra tổ chức và điều khiển cơ quan Doanh Tế Cục trợ giúp các ngành kỹ nghệ miền Nam. Từ năm 1957 đến năm 1968, ông là Giám đốc Trung tâm Quốc gia Kỹ thuật Phú Thọ. Đồng thời còn làm Giám đốc Trường Cao đẳng Công chánh từ năm 1960 đến năm 1964. 
Ngày 21 tháng 8 năm 1963, sau khi chính quyền Ngô Đình Diệm tiến hành chiến dịch trấn áp các chùa trên toàn quốc và ban bố tình trạng thiết quân luật với lý do lực lượng Cộng sản xâm nhập, nhiều trí thức và chính khách đã lên tiếng phản đối chiến dịch này. Bộ trưởng Ngoại giao Vũ Văn Mẫu từ chức và công khai phản đối, dẫn đến phong trào sinh viên và học sinh gia tăng biểu tình. Ngay tại Trung tâm Quốc gia Kỹ thuật Phú Thọ, Lê Sĩ Ngạc bày tỏ lập trường ủng hộ phong trào sinh viên và phản đối chính sách đàn áp của chính quyền, kêu gọi giải quyết xung đột bằng biện pháp ôn hòa. Dưới thời kỳ Quân quản, ông từng giữ chức Tổng trưởng Bộ Công chánh và Giao thông một thời gian ngắn trong chính phủ Trần Văn Hương từ cuối năm 1964 đến đầu năm 1965.

### Cuối đời
Từ năm 1972, ông cùng gia đình sang Mỹ định cư tại McLean, bang Virginia. Không rõ cuối đời ông ra sao và mất vào lúc nào.

## Đoàn thể
Lê Sĩ Ngạc là người sáng lập Hội Kỹ sư và Kỹ thuật gia Việt Nam và từng làm Chủ tịch Nghiệp đoàn Thầu khoán Việt Nam.